# Balshavik (Gómel)
Balshavik (bielorruso: Бальшаві́к) o Bolshevik (ruso: Большеви́к) es un asentamiento de tipo urbano de Bielorrusia, perteneciente al distrito de Gómel en la provincia de Gómel.
En 2022, el asentamiento tenía una población de 2709 habitantes. Es sede de un consejo rural que únicamente incluye como pedanía a la vecina aldea de Rasvetnaya, de unos trescientos habitantes.
El pueblo fue fundado por la RSS de Bielorrusia en la década de 1940, como un conjunto de cuatro urbanizaciones creadas para alojar a los trabajadores de la industria relacionada con la turba. Los cuatro núcleos no tenían nombre y se llamaban "1", "2", "3" y "4", y al unificarse en 1950 con estatus de un solo asentamiento de tipo urbano se le dio su actual topónimo, que significa "bolchevique".
Se ubica unos 5 km al noroeste de la capital provincial Gómel, sobre la vía de salida que lleva a la carretera E95, a través de la cual se va a Maguilov.